# Orašac
Orašac (in serbo Орашац?) è un villaggio nel comune di Aranđelovac nella Serbia centrale. Secondo il censimento del 2002, il villaggio ha una popolazione di 1462 persone. È meglio conosciuto come il luogo di partenza della prima rivolta serba nel 1804, e come sede dell'Assemblea di Orašac.
Con decisione dell'Assemblea nazionale della Serbia del 1979, Orašac è stato classificato come un luogo storico e culturale di importanza nazionale.